# Eurytoma wachtli
Eurytoma wachtli is een vliesvleugelig insect uit de familie Eurytomidae. De wetenschappelijke naam is voor het eerst geldig gepubliceerd in 1878 door Mayr.